# Gnomidolon nanum
Gnomidolon nanum är en skalbaggsart som beskrevs av Martins 1962. Gnomidolon nanum ingår i släktet Gnomidolon och familjen långhorningar. Inga underarter finns listade i Catalogue of Life.